# 皮埃尔·梅斯梅尔
皮埃尔·梅斯梅尔（法語：Pierre Messmer，法語發音：[pjɛʁ mɛsmɛʁ]；1916年3月20日—2007年8月29日），法国戴高乐主义政治家。他从1960年至1969年在戴高乐总统下担任陆军(国防)部长。1972年至1974年任法国总理。1999年他被选为法兰西学院院士。

## 生平
他1936年毕业于(Institut national des langues et civilisations orientales)语言学校，次年在École nationale de la France d'outre-mer (法国海外国立学校National School of Oversea France)就读。1939年成为高级公务员，在殖民当局做一名法学博士。第二次世界大战爆发后，他在塞内加尔轻步兵团(Tirailleurs)第十二兵团任中尉(under-lieutenant)，并在法国战败后拒绝投降。后坐船往伦敦和自由法国部队汇合，任法国外籍军团第十三旅成员，参加厄立特里亚、叙利亚、利比亚各个战役以及比尔哈凯姆战役(Bir Hakeim)和突尼斯战役，以及埃及阿莱曼战役。他参加在伦敦科尼希将军的军事参谋，并参加了1944年8月的诺曼底登陆和解放巴黎。1941年被命名为Compagnon de la Libération，获六次英勇十字勋章(Croix de guerre)嘉奖和Médaille de la Résistance勋章。
1945年二战结束后，他回到殖民地，当了两个月的越南独立同盟會的战俘。在50年代，他擔任非洲的殖民地官员，从1952年至1954年任毛里塔尼亚总督，1954年至1956年任象牙海岸总督。1956年回到巴黎，在海外领土部长加斯东·德费尔手下任职。1956年梅斯梅尔被提名为喀麦隆总督，1955年7月喀麦隆开始内战，他与戴高乐在巴黎会面，戴高乐含蓄地授权他進行新的转折落实政策，与喀麦隆人民联盟(UPC)代表谈判。
从1958年1月至1958年7月他担任法属赤道非洲高级专员，最后担任法属西非高级专员(1958年至1959年)。1960年阿尔及利亚战争时他任陆军部长，改组军队，为提高法国军队的战斗力和适应它的核时代。1962年5月1日出席在阿尔及利亚发生意外的Béryl核试验。他任陆军部长至1969年。
1972年7月至1974年5月梅斯梅尔任总理。蓬皮杜去世后，梅斯梅尔的幕僚鼓励他参选总统，但雅克·沙邦-戴尔马保持自己的领导位置，撤回他的候选资格。总统选举之后，他辞去总理。他担任摩泽尔省国会议员一直到1988年。从1968年至1992年担任洛林地区议会议长，1971年至1989年任萨尔堡市市长。
1997年在审判莫里斯·帕彭時作为证人作证；莫里斯·帕彭被控在維希政權時犯下反人类罪行。并宣布："法国人可以停止憎恨自己并开始获得原谅的那一刻已经到来。" 
2007年8月29日在巴黎瓦德卡斯军队医院去世，享年91岁。法国内政部长米谢勒·阿利奥-马里在梅斯梅尔逝世后发表声明说：梅斯梅尔把一生贡献给了法国，他的逝世结束了法国的历史一页。